# Polyura antigonus
Polyura antigonus är en fjärilsart som beskrevs av Hans Fruhstorfer 1904. Polyura antigonus ingår i släktet Polyura och familjen praktfjärilar. Inga underarter finns listade i Catalogue of Life.